# Boboljusci
Boboljusci su naseljeno mjesto u gradu Bihaću, Federacija Bosne i Hercegovine, BiH.

## Zemljopis
Zemljopisno, povijesno, kulturno i u svakom pogledu ovo naselje pripada drvarskom području. Administrativnom podjelom Federacije BiH pripalo je Bihaću. Boboljusci se razlikuju od ostalih mjesta u unačkoj župi[?]. I ono je smješteno na obje strane rijeke, ali je tu Unac stiješnjen pa oko vode nema župne ravni. Većina prostora je na uzvišenjima i na neujednačenim položajima. Granicu prema Cvjetniću i Očigrijama čine Vrščić i Sjenica između kojih teče Potok. Prema Očijevu je granica Unac, prema Bastasima potok Misije i istoimena dolina. Vode ima dovoljno s mnoštva izvora. Selo je razbijenog tipa i dijeli se na 11 zaseoka, gdje su kuće raštrkane.  

## Povijest
U Boboljuscima ima nekoliko gradina i crkvina. Jedna gradina je iznad Mijajiličinog dola, druga na Sjenici, treća u Zagorju. Kod kuća Vekića se poznaju ostaci stare crkve.
Do potpisivanja Daytonskog mirovnog sporazuma bilo je u sastavu općine Drvara.
U Boboljuscima je pravoslavna crkva cara Konstantina i carice Jelene.

## Stanovništvo

### 1991.
Nacionalni sastav stanovništva 1991. godine, bio je sljedeći:
ukupno: 222
- Srbi - 221
- Jugoslaveni - 1

### 2013.
Nacionalni sastav stanovništva 2013. godine, bio je sljedeći:
ukupno: 53
- Srbi - 53